# Je suis mort mais j'ai des amis
Pour plus de détails, voir Fiche technique et Distribution.
Je suis mort mais j'ai des amis est un film franco-belge écrit et réalisé par les frères Guillaume et Stéphane Malandrin sorti le 17 juin 2015 en Belgique et le 22 juillet en France et en Suisse.

## Synopsis
Des rockers quinquagénaires barbus, ventrus, chevelus... et belges... veulent croire que la mort de leur chanteur ne changera rien à la tournée qu'ils ont prévu à Los Angeles. La veille du départ, ils rencontrent Dany, un militaire qui se présente comme l'amant caché de leur chanteur. C'est à ce moment-là que leurs vrais ennuis commencent...

## Fiche technique
- Réalisation : Guillaume Malandrin et Stéphane Malandrin
- Scénario : Guillaume Malandrin et Stéphane Malandrin
- Directeur de la photographie : Hugues Poulain
- Premier assistant réalisateur : Christele Agnello
- Deuxième assistant réalisateur : Pascale Brischoux
- Ingénieur du son : Marc Engels
- Directrice de production : Sophie Casse
- Régisseur : Stefane Tatibouet
- Production : Jacques-Henri Bronckart et Olivier Bronckart ; Versus Production
  - Coproduction : TS Production
  - Association : Cinémage 9
- Distribution : O'Brother Belgique / Happiness Distribution France
- Chef décorateur : Eve Martin
- Costumes : Élise Ancion
- Genre : comédie
- Durée : 96 minutes
- Dates de sortie :
  - Belgique : 17 juin 2015
  - France : 22 juillet 2015
  - Suisse : 22 juillet 2015
  - Pays-Bas : 19 novembre 2015
  - Allemagne : 27 avril 2016

## Distribution
- Bouli Lanners : Yvan
- Wim Willaert : Wim
- Lyes Salem : Dany
- Serge Riaboukine : Pierre
- Eddy Leduc : Nico
- Jacky Lambert : Jipé
- Rosario Amedeo : commandant Van Beek
- Stéphanie Van Vyve : hôtesse de l'air

## Production
Le film a été tourné en juin et juillet 2014 à Bruxelles et Liège (Belgique), ainsi qu'à Schefferville (Québec).

## Distinctions
Je suis mort mais j'ai des amis a été sélectionné dans sept catégories aux Magritte du Cinéma 2016 et a reçu le Magritte du Meilleur acteur pour Wim Willaert.
Le film a également obtenu une nomination aux César 2016, dans la catégorie Meilleur film étranger.

## Bande originale
| 1.          | Pas un rat                            | Jacky Lambert & Jampur Fraize, Gérard Andrien | 1 min 30 s |
| 2.          | Seul                                  | Jacky Lambert / Jampur Fraize, Gérard Andrien | 58 s       |
| 3.          | Les Planchistes de Paname             | Les Cavaliers / Born Bad Records              | 1 min 40 s |
| 4.          | Coït                                  | Jean Yanne                                    | 1 min 58 s |
| 5.          | Lola Langusta                         | Cheveu / Born Bad Records                     | 1 min 24 s |
| 6.          | Euthanasie                            | Les Olivensteins / Born Bad Records           | 1 min 13 s |
| 7.          | Attends-moi                           | Mathias Duplessy                              | 1 min 20 s |
| 8.          | Bikers Theme                          | Jampur Fraize, Gérard Andrien                 | 51 s       |
| 9.          | Bons baisers de la ville              | Les Cavaliers / Born Bad Records              | 50 s       |
| 10.         | Je ne rêve jamais seul                | Calypso/ Born Bad Records                     | 53 s       |
| 11.         | Lady Wild                             | Jack Of Heart / Born Bad Records              | 32 s       |
| 12.         | Waiting for you                       | JC Satan / Born Bad Records                   | 41 s       |
| 13.         | Je cherche                            | Les Lutins                                    | 39 s       |
| 14.         | Marry Me                              | Jack of Heart / Born Bad Records              | 40 s       |
| 15.         | Des lieux associatifs pour les jeunes | Cobra / Born Bad Records                      | 53 s       |
| 16.         | Fier de ne rien faire                 | Les Olivensteins / Born Bad Records           | 55 s       |
| 17.         | Ringo did it                          | Veronica Lee with the Monics                  | 32 s       |
| 18.         | Escape Theme                          | Jampur Fraize                                 | 2 min 44 s |
| 19.         | Here Comes The Train                  | Bob Roubian / Cliffie Stone                   | 1 min 05 s |
| 20.         | Waiting for the War                   | Soggy / Born Bad Records                      | 48 s       |
| 21.         | Ewasuwa                               | Kashtin                                       | 1 min 03 s |
| 22.         | Looking for Wim Theme                 | Jampur Fraize                                 | 1 min 15 s |
| 23.         | Ashes Theme                           | Jampur Fraize                                 | 1 min 06 s |
| 24.         | Ashes Theme                           | Jampur Fraize                                 | 1 min 06 s |
| 25.         | Final Theme                           | Jampur Fraize                                 | 3 min 37 s |
| 30 min 13 s |                                       |                                               |            |